# Haiku Fristajl
Haiku Fristajl – formacja muzyczna powstała w połowie 2001.
Pomysłodawcą grupy jest Dariusz Brzóskiewicz, trójmiejski poeta i performer. Postanowił on przetłumaczyć swoje haiku na japoński i zaśpiewać w duecie z Marcelem Adamowiczem, byłym wokalistą i kompozytorem trójmiejskiej grupy Blenders. Pierwszy koncert odbył się 15 września 2001 roku w Galerii Nova w Warszawie. Po koncercie do formacji dołączył Stanisław Sojka, a następnie Wojciech Chołaściński.
Projekt ten to przykład połączenia nowoczesnych dźwięków i przetworzonej krótkiej formy poezji w śpiew na dwa języki (polski i japoński). Największym dotychczasowym przebojem grupy jest „Sarenka”, która była popularna w Radiu Bis i dotarła do 10. miejsca Listy Przebojów Trójki (notowanie 1254 z 10 lutego 2006).
3 lipca 2006 r. ukazał się w sprzedaży pierwszy album formacji pt. „Haiku Fristajl” (Polskie Radio).

## Skład zespołu
- Marcel „EmCe KWADRAT” Adamowicz – wokal, klawiatury
- Dariusz „Brzóska” Brzóskiewicz – głosy
- Stanisław „Sójka” Sojka – głosy, skrzypce, fortepian
- Wojciech „Samplaire” Chołaściński – programowanie, klawiatury, loopy

## Dyskografia
- Haiku Fristajl (2006)